# 舒格艾蘭鎮區 (密歇根州)
舒格艾蘭鎮區（英語：Sugar Island Township）是位於美國密西根州契皮瓦縣的一個行政鎮區。

## 地方資料
舒格艾蘭鎮區的面積為198.03平方千米，當中陸地面積為127.82平方千米，而水域面積為70.21平方千米。根據2020年美國人口普查的數據，當地共有人口653人，而人口密度為每平方千米3.3人。